# Jean-Pierre Chaussin
Jean-Pierre Chaussin, né le 13 novembre 1958 à Brinay (Cher), est un footballeur français.

## Biographie
Il débute à l'AS Monaco à 18 ans et remporte le championnat de France en 1978. En 1979, il dispute le Tournoi de Toulon avec l'équipe de France espoirs et signe dans la foulée son premier contrat professionnel. En 1980, il est international militaire avec Denis Troch, Yvon Le Roux, François Brisson et Francis Gillot.
Il est prêté une saison au Stade Lavallois de Michel Le Milinaire, dans le cadre du transfert de Jacques Pérais à Monaco, puis poursuit à Bastia et Toulon. Il termine sa carrière de joueur à Fréjus.